# Calvini (gmina)
 Calvini – gmina w Rumunii, w okręgu Buzău. Obejmuje miejscowości Bâscenii de Jos, Bâscenii de Sus, Calvini, Frăsinet i Olari. W 2011 roku liczyła 4536 mieszkańców.